# Mali az 1968. évi nyári olimpiai játékokon
Mali a mexikói Mexikóvárosban megrendezett 1968. évi nyári olimpiai játékok egyik részt vevő nemzete volt. Az országot az olimpián 2 sportágban 2 sportoló képviselte, akik érmet nem szereztek.

## Atlétika
Férfi
| Versenyző      | Versenyszám   | Selejtező | Selejtező | Döntő    | Döntő    |
| Versenyző      | Versenyszám   | Eredmény  | Helyezés  | Eredmény | Helyezés |
| -------------- | ------------- | --------- | --------- | -------- | -------- |
| Namakoro Niaré | Diszkoszvetés | 56,60 m   | 15.       | kiesett  | kiesett  |

## Ökölvívás
| Versenyző         | Versenyszám  | 32-es főtábla                | Nyolcaddöntő      | Negyeddöntő       | Elődöntő          | Döntő             | Helyezés |
| Versenyző         | Versenyszám  | Ellenfél Eredmény            | Ellenfél Eredmény | Ellenfél Eredmény | Ellenfél Eredmény | Ellenfél Eredmény | Helyezés |
| ----------------- | ------------ | ---------------------------- | ----------------- | ----------------- | ----------------- | ----------------- | -------- |
| Soungalo Bagayogo | Félnehézsúly | Kurt Baumgartner (AUT) · 2-3 | kiesett           | kiesett           | kiesett           | kiesett           | 17.      |